# Tipi di record DNS
Questo elenco di tipi di record DNS consente di orientarsi facilmente fra i vari tipi di record usati dal DNS.

## Record DNS normalmente in uso
| Codice     | Numero ID | RFC di riferimento | Descrizione                        | Funzione |
| ---------- | --------- | ------------------ | ---------------------------------- | --- |
| A          | 1         | 1035               | Record di indirizzo                | Restituisce un indirizzo IPv4 a 32 bit, normalmente usato per collegare un nome host al suo indirizzo IP. |
| AAAA       | 28        | 3596               | Record di indirizzo IPv6           | Restituisce un indirizzo IPv6 a 128 bit, normalmente usato per collegare un nome host al suo indirizzo IPv6. |
| AFSDB      | 18        | 1183               | Record del database AFS            | Puntamento al server di database AFS. Questo record è usato dai client AFS per contattare un server AFS fuori dal proprio dominio. Un sottotipo di questo record era usato dall'obsoleto file system DCE/DFS. |
| AXFR       | 252       | 1035               | Trasferimento dell'intera zona     | Richiesta di trasferimento dell'intera zona dal server principale ad un secondario. |
| CERT       | 37        | 4398               | Record di certificato              | Trasferisce un certificato di tipo PKIX, SPKI, PGP, ecc. |
| CNAME      | 5         | 1035               | Record di nome canonico            | Permette di collegare un nome DNS ad un altro. La risoluzione continuerà con il nuovo nome indicato dal record CNAME. Questa funzione è molto utile quando, ad esempio, sullo stesso server sono disponibili più servizi come FTP, HTTP, ecc. operanti su porte differenti. Ciascun servizio potrà avere il suo riferimento DNS (ad esempio ftp.example.com. e www.example.com.). È molto utile anche quando sullo stesso server ci sono più istanze web con differenti nomi ma usando lo stesso indirizzo. Questa funzione richiede, però, il supporto da parte del server di identità multiple con riconoscimento dell'intestazione HTTP. |
| DHCID      | 49        | 4701               | Identificazione DHCP               | Usato in congiunzione con un record FQDN restituisce informazioni sul server DHCP. |
| DLV        | 32769     | 4431               | Record per la validazione DNSSEC   | Usato per pubblicare un puntatore a un certificato DNSSEC fuori dalla catena di delegazione. |
| DNAME      | 39        | 2672               | Nome di delegazione                | Opera in modo simile al record CNAME ma invece di far riferimento ad un singolo nome fa riferimento ad una porzione di albero DNS sotto un nuovo nome. Analogamente a CNAME la risoluzione continuerà con il nuovo nome. |
| DNSKEY     | 48        | 3755               | Record chiave DNS                  | Il record chiave usato in DNSSEC. |
| DS         | 43        | 3658               | Delegazione del firmatario         | Usato per identificare la chiave di firma DNSSEC per una zona delegata. |
| HIP        | 55        | 5205               | Host Identity Protocol             | Un protocollo che consente di aumentare la sicurezza separando gli indirizzi IP degli host. |
| IPSECKEY   | 45        | 4025               | Chiave IPsec                       | Usato per trasferire informazioni IPsec. |
| IXFR       | 251       | 1995               | Trasferimento di zona incrementale | Trasferisce la porzione di zona che è stata cambiata dal server DND principale ad un secondario. |
| KEY        | 25        | 4034               | Record chiave                      | Usato solo per TKEY (RFC 2930). Prima che fosse pubblicata l'RFC 3755 era anche usato per DNSSEC, attualmente DNSSEC usa DNSKEY. |
| LOC        | 29        | 1876               | Record di localizzazione           | Associa una localizzazione geografica ad un nome DNS. |
| MX         | 15        | 1035               | Server di posta                    | Collega un nome di dominio ad una lista di server di posta autorevoli per quel dominio. I record indicano anche la preferenza di un server rispetto ad un altro. |
| NAPTR      | 35        | 3403               | Naming Authority Pointer           | Un nuovo tipo di record DNS che supporta l'indirizzamento usando espressioni regolari. |
| NS         | 2         | 1035               | Riferimento ai server DNS          | Delega una zona DNS ad essere gestita da un server DNS autorevole per quel nome di dominio. |
| NSEC       | 47        | 3755               | Record Next-Secure                 | Usato da DNSSEC per stabilire se un nome non esiste. |
| NSEC3      | 50        | 5155               | Record NSEC versione 3             | Usato da DNSSEC. |
| NSEC3PARAM | 51        | 5155               | Parametri NSEC3                    | Parametri del record NSEC3. |
| OPT        | 41        | 2671               | Option                             | Pseudo record DNS necessario per supportare EDNS. |
| PTR        | 12        | 1035               | Record puntatore                   | Puntatore ad un nome canonico usato per la risoluzione DNS inversa. Inserendo un record PTR per un nome canonico di dominio nella zona in-addr.arpa. (ip6.arpa. nel caso di IPv6) fa sì che si possa risalire al nome host dal suo indirizzo IP. |
| RRSIG      | 46        | 3755               | Firma DNSSEC                       | Firma per una serie di record DNSSEC sicuri. |
| SIG        | 24        | 2535               | Firma                              | Record di firma usato in SIG(0) (RFC 2931). Prima che fosse pubblicata l'RFC 3755 era anche usato per DNSSEC, attualmente DNSSEC usa RRSIG. |
| SOA        | 6         | 1035               | Record di start of authority       | Restituisce informazioni autorevoli sulla zona DNS, incluso il server DNS principale, l'e-mail dell'amministratore, il numero seriale del dominio (utile per sapere se i dati della zona sono stati variati) e diversi timer che regolano la frequenza di trasferimento e la durata di validità dei record. |
| SPF        | 99        | 4408               | Record SPF                         | Specifica dati relativi al protocollo SPF. Deprecato come uso diretto (99) - Alternativa questi dati vengono inseriti in un record TXT. |
| SRV        | 33        | 2782               | Localizzatore di servizi           | Un servizio generalizzato di ricerca di servizi molto utile per nuovi protocolli per non dover aggiungere tipi di record specializzati come ad esempio il record MX. |
| SSHFP      | 44        | 4255               | Impronta della chiave pubblica SSH | Pubblica la chiave pubblica dell'host SSH sul DNS, in modo da aiutare la verifica dell'autenticità dell'host. |
| TA         | 32768     | Nessuna            | Certificazione DNSSEC              | Parte della proposta DNSSEC senza una radice DNS firmata. |
| TKEY       | 249       | 2930               | Chiave di transazione              | Supporta un metodo per rendere sicuro il DNS. Implementa la sicurezza fra il server DNS che risolve la richiesta e il server autorevole di zona. DNSSEC, al contrario, rende sicuri i singoli record. |
| TSIG       | 250       | 2845               | Firma di transazione               | Supporta un insieme di meccanismi di sicurezza del DNS. Implementa la sicurezza fra il server DNS che risolve la richiesta e il server autorevole di zona. DNSSEC, al contrario, rende sicuri i singoli record. |
| TXT        | 16        | 1035               | Record di testo                    | Era stato pensato per aggiungere commenti leggibili ad un record DNS. Dall'inizio degli anni novanta, invece, è usato per trasferire informazioni di sicurezza in accordo alla RFC 1464, opportunistic encryption, Sender Policy Framework e DomainKeys. Il sistema di DNS dinamico del server DHCP ISC usa campi di testo nelle zone dinamiche per identificare i record modificati dal server DHCP. |

## Altri tipi di record
Il tipo di record 255 è riservato e significa "qualsiasi record". In nslookup scrivere type=all significa porre a 255 il campo tipo e richiedere quindi il trasferimento di qualsiasi tipo di record corrispondente alla risoluzione richiesta.
Ci sono poi altri tipi di record non normalmente usati e qui suddivisi per categoria di non uso.
- Obsoleti:
  - MD(3) da RFC 973
  - MF (4) da RFC 973
  - NXT(30)
  - MAILB (253)
  - MAILA (254) da RFC 973
- Errori:
  - NB(32) Il tipo 32 ora è usato per NIMLOC
  - NBSTAT(33) (RFC 1002) Il tipo 33 ora è usato per SRV.
- Non ben definiti:
  - AFSDB(18)
  - X25(19)
  - ISDN(20)
  - RT(21)
  - NSAP(22)
  - NSAP-PTR(23)
  - PX(26)
  - EID(31)
  - NIMLOC(32)
  - ATMA(34)
  - KX(36)
  - A6(38)
- Sperimentali:
  - MB(7)
  - MG(8)
  - MR(9)
  - NULL(10)
- Resi inutili dalla nuova versione di DNSSEC introdotta dall RFC 3755:
  - NXT(30).
- Non normalmente in uso:
  - WKS(11) dovrebbe fornire informazioni sui servizi di un host
  - HINFO(13) fornisce informazioni sull'hardware e sulla versione di sistema operativo. Sconsigliato per motivo di sicurezza anche se molto usato in origine per cercare di comprendere problemi di incompatibilità. Attualmente fornendo queste informazioni ci si può esporre ad un attacco mirato.
  - MINFO(14),
  - RP(17)
  - GPOS(27)
  - SINK(40)
  - APL(42)
- Riservati da IANA:
  - UINFO(100)
  - UID(101)
  - GID(102)
  - UNSPEC(103)
- Deprecati:
  - SPF(99) usare il record TXT